# Geneva (Ohio)
Geneva è una città degli Stati Uniti d'America, situata nello Stato dell'Ohio, nella Contea di Ashtabula.